# Oneux (Frankrijk)
Oneux is een gemeente in het Franse departement Somme (regio Hauts-de-France) en telt 378 inwoners (2007). De plaats maakt deel uit van het arrondissement Abbeville.

## Geografie
De oppervlakte van Oneux bedraagt 12,49 km², de bevolkingsdichtheid is 30,3 inwoners per km².
De onderstaande kaart toont de ligging van Oneux (Frankrijk) met de belangrijkste infrastructuur en aangrenzende gemeenten.

## Demografie
Onderstaande figuur toont het verloop van het inwonertal (bron: INSEE-tellingen).

## Galerij

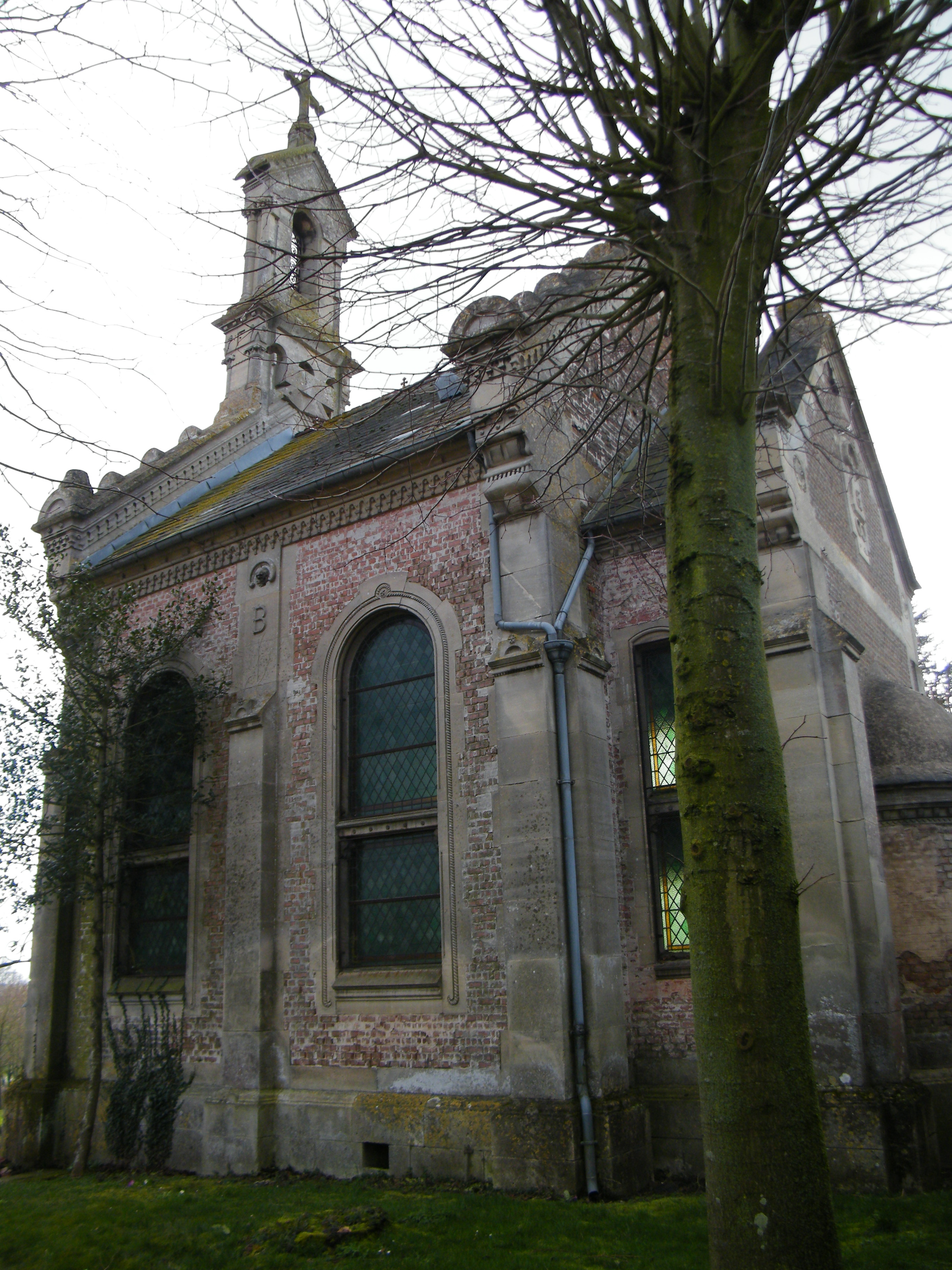
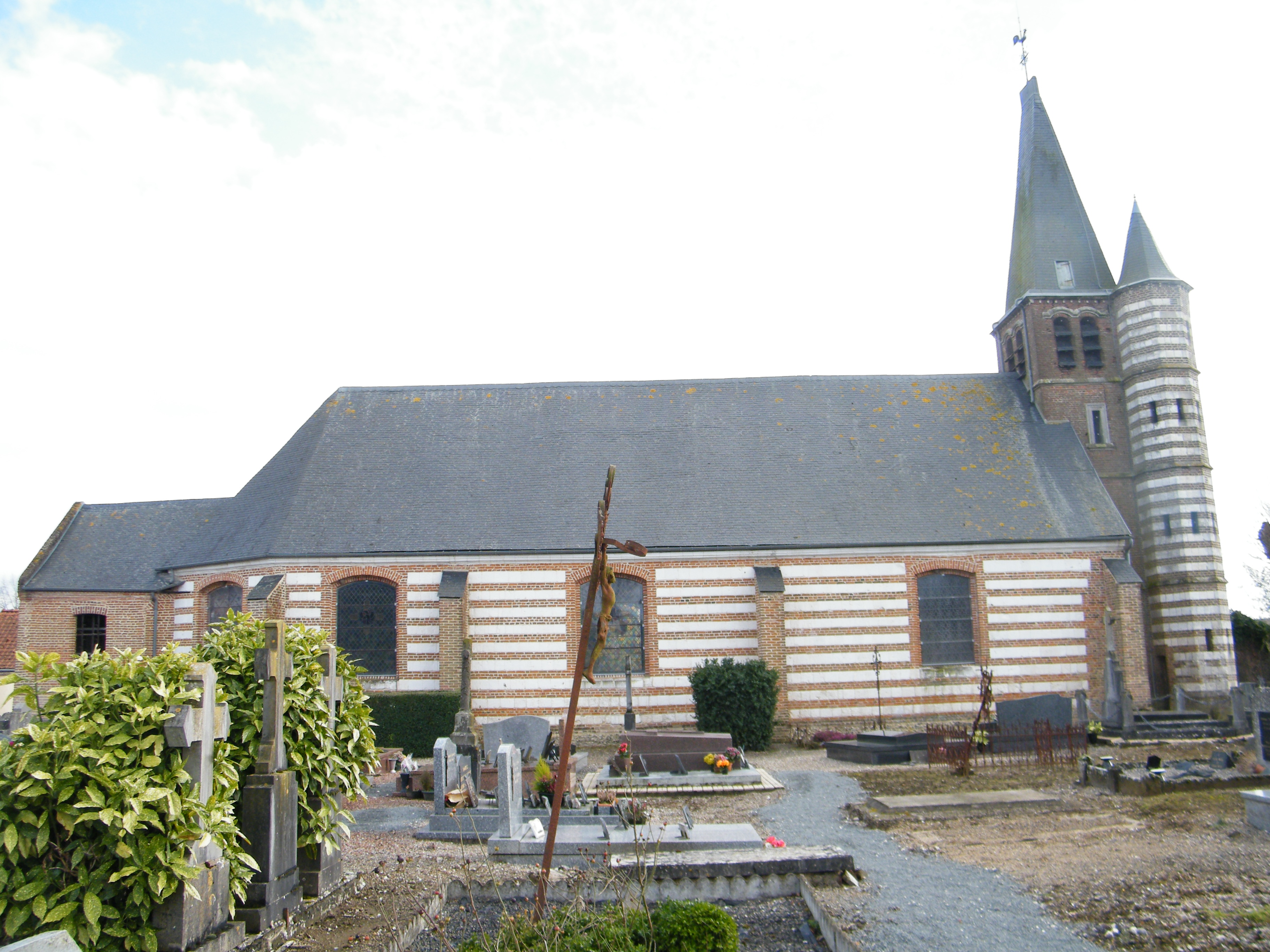
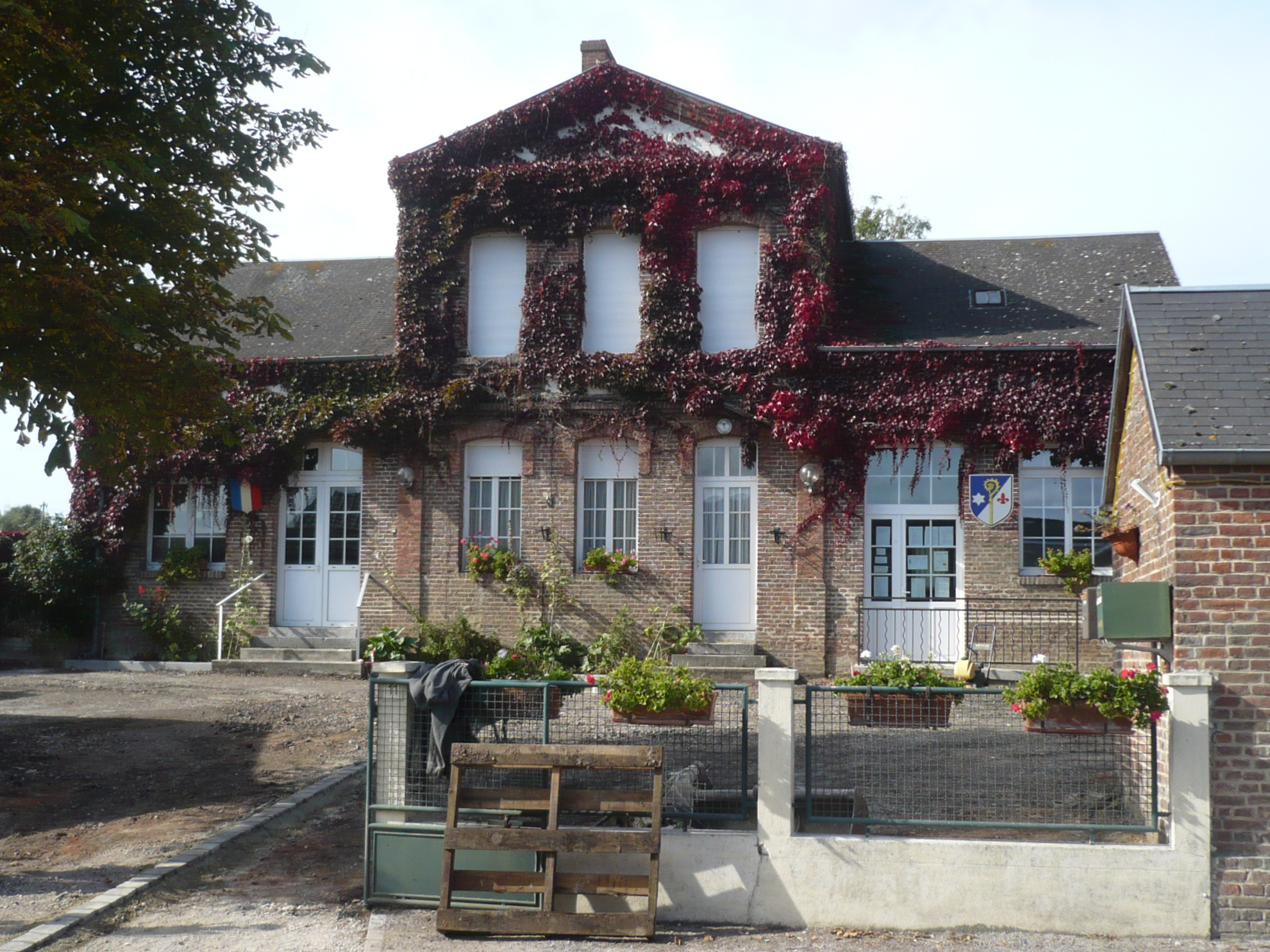
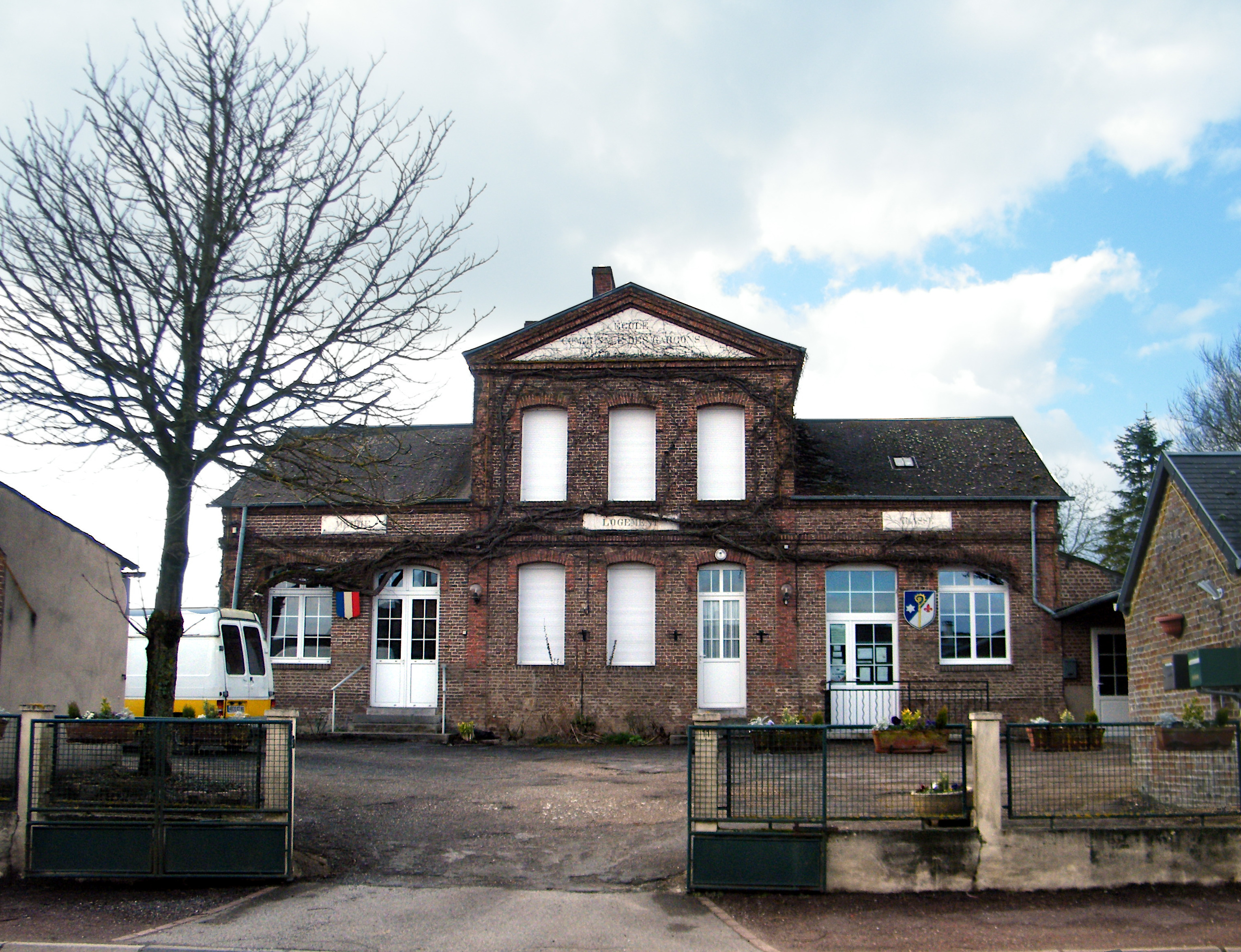